# 普林斯頓 (愛荷華州)
普林斯頓（英語：Princeton）是一個位於美國愛荷華州斯科特縣的城市。

## 地理
普林斯頓的座標為41°40′24″N 90°20′35″W / 41.67333°N 90.34306°W，而該地的平均海拔高度為178米（即584英尺）。

## 人口
根據2010年美國人口普查的數據，普林斯頓的面積為6.63平方千米，當中陸地面積為6.63平方千米，而水域面積為0.00平方千米。當地共有人口886人，而人口密度為每平方千米133人。